# Lerrain
Lerrain est une commune française située dans le département des Vosges, en région Grand Est.
Ses habitants sont appelés les Lerrinois.

## Géographie

### Localisation
La commune est à 2,9 km de Les Vallois, 3,2 de Escles, 3,7 de Jésonville et 6,4 de Ville-sur-Illon.

### Géologie et relief
Lerrain est arrosée par le Madon et par des petits affluents de celui-ci, les ruisseaux de Jésonville, des Étangs et des Meules,.
Les forêts de la commune ont, comme de nombreuses communes des Vosges, été sinistrée par la tornade du 11 juillet 1984 qui a traversé le département des Vosges en 1984. Les dégâts ont nécessité d'importants travaux de reboisement.

### Sismicité
Commune située dans une zone 2 de sismicité faible.
| Les Vallois | Pont-lès-Bonfays | Pierrefitte |
|             | Lerrain          | Escles      |
| Jésonville  | Vioménil         |             |

### Hydrographie et les eaux souterraines
Hydrogéologie et climatologie : Système d’information pour la gestion des eaux souterraines du bassin Rhin-Meuse :
Territoire communal : Occupation du sol (Corinne Land Cover); Cours d'eau (BD Carthage),
Géologie : Carte géologique; Coupes géologiques et techniques,
 Hydrogéologie : Masses d'eau souterraine; BD Lisa; Cartes piézométriques.

#### Réseau hydrographique
La commune est située dans le bassin versant du Rhin au sein du bassin Rhin-Meuse. Elle est drainée par le Madon, le ruisseau de Jesonville, le ruisseau de la Cote de Chaume, le ruisseau de la Prairie, le ruisseau des Etangs la Craque et le ruisseau des Meules,.
Le Madon, d'une longueur totale de 96,9 km, prend sa source dans la commune de Vioménil et se jette dans la Moselle à Pont-Saint-Vincent, après avoir traversé 47 communes.

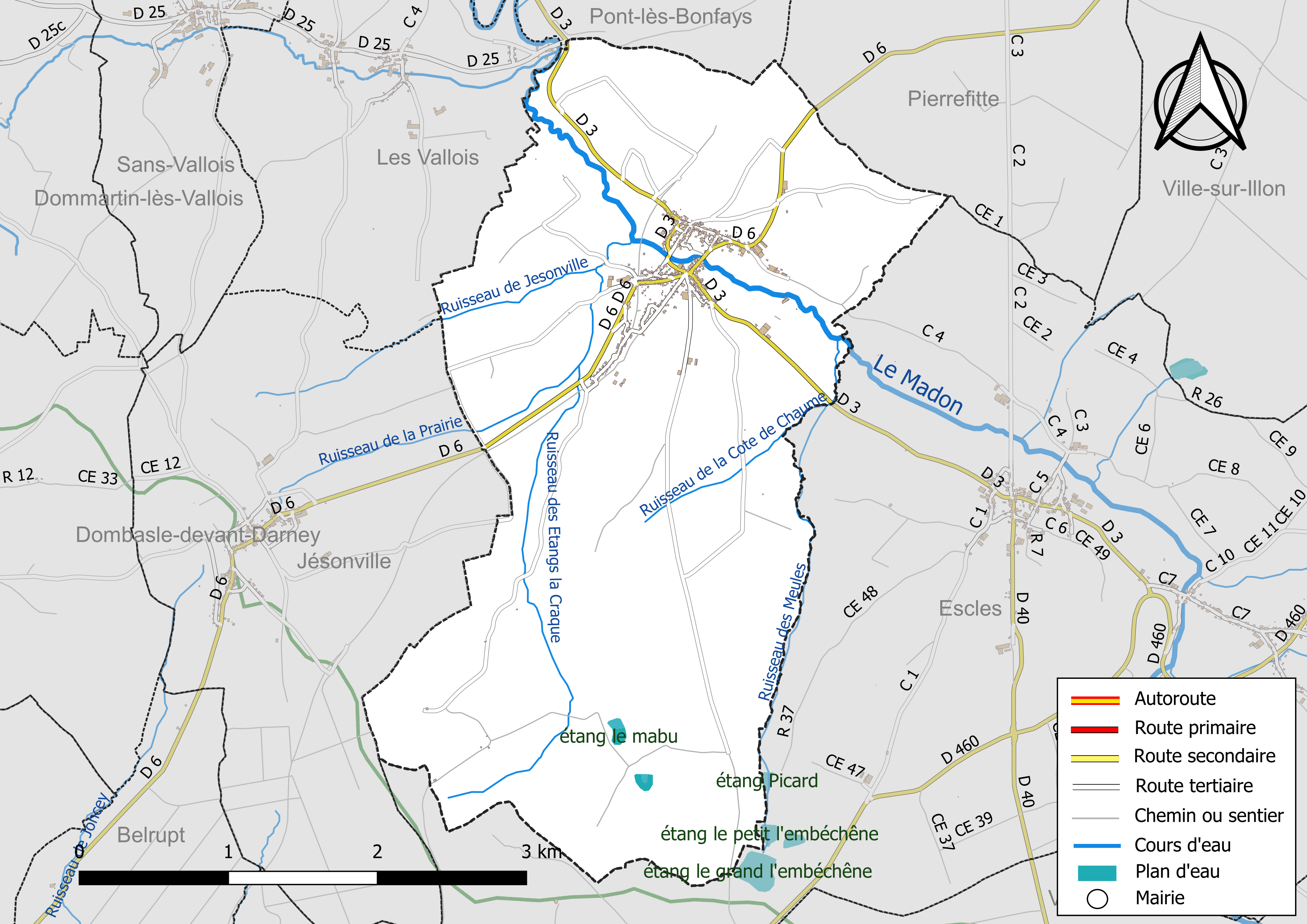
Réseaux hydrographique et routier de Lerrain.

#### Gestion et qualité des eaux
Le territoire communal est couvert par le schéma d'aménagement et de gestion des eaux (SAGE) « Nappe des Grès du Trias Inférieur ». Ce document de planification, dont le territoire comprend le périmètre de la zone de répartition des eaux de la nappe des Grès du trias inférieur (GTI), d'une superficie de 1 497 km2,  est en cours d'élaboration. L’objectif poursuivi est de stabiliser les niveaux piézométriques de la nappe des GTI et atteindre l'équilibre entre les prélèvements et la capacité de recharge de la nappe. Il doit être cohérent avec les objectifs de qualité définis dans les SDAGE Rhin-Meuse et Rhône-Méditerranée. La structure porteuse de l'élaboration et de la mise en œuvre est le conseil départemental des Vosges.
La qualité des eaux de baignade et des cours d’eau peut être consultée sur un site dédié géré par les agences de l’eau et l’Agence française pour la biodiversité. 

### Climat
Pour des articles plus généraux, voir Climat du Grand Est et Climat des Vosges.
En 2010, le climat de la commune est de type climat des marges montargnardes, selon une étude du Centre national de la recherche scientifique s'appuyant sur une série de données couvrant la période 1971-2000. En 2020, Météo-France publie une typologie des climats de la France métropolitaine dans laquelle la commune est dans une zone de transition entre le climat océanique altéré et le climat océanique altéré et est dans la région climatique  Lorraine, plateau de Langres, Morvan, caractérisée par un hiver rude (1,5 °C), des vents modérés et des brouillards fréquents en automne et hiver. 
Pour la période 1971-2000, la température annuelle moyenne est de 9,7 °C, avec une amplitude thermique annuelle de 17,1 °C. Le cumul annuel moyen de précipitations est de 1 024 mm, avec 12,7 jours de précipitations en janvier et 9,8 jours en juillet. Pour la période 1991-2020, la température moyenne annuelle observée sur la station météorologique de Météo-France la plus proche, « Dommartin-aux-Bois_sapc », sur la commune de Dommartin-aux-Bois à 10 km à vol d'oiseau, est de 10,6 °C et le cumul annuel moyen de précipitations est de 908,9 mm. 
La température maximale relevée sur cette station est de 39,4 °C, atteinte le 25 juillet 2019 ; la température minimale est de −17,5 °C, atteinte le 20 décembre 2009,,. 
Les paramètres climatiques de la commune ont été estimés pour le milieu du siècle (2041-2070) selon différents scénarios d'émission de gaz à effet de serre à partir des nouvelles projections climatiques de référence DRIAS-2020. Ils sont consultables sur un site dédié publié par Météo-France en novembre 2022.

## Urbanisme

### Typologie
Au 1er janvier 2024, Lerrain est catégorisée commune rurale à habitat dispersé, selon la nouvelle grille communale de densité à sept niveaux définie par l'Insee en 2022.
Elle est située hors unité urbaine et hors attraction des villes,.

### Occupation des sols
L'occupation des sols de la commune, telle qu'elle ressort de la base de données européenne d’occupation biophysique des sols Corine Land Cover (CLC), est marquée par l'importance des territoires agricoles (82,4 % en 2018), une proportion identique à celle de 1990 (82,4 %). La répartition détaillée en 2018 est la suivante : 
prairies (60,4 %), terres arables (21,6 %), forêts (14,6 %), zones urbanisées (3 %), zones agricoles hétérogènes (0,4 %). L'évolution de l’occupation des sols de la commune et de ses infrastructures peut être observée sur les différentes représentations cartographiques du territoire : la carte de Cassini (XVIIIe siècle), la carte d'état-major (1820-1866) et les cartes ou photos aériennes de l'IGN pour la période actuelle (1950 à aujourd'hui).

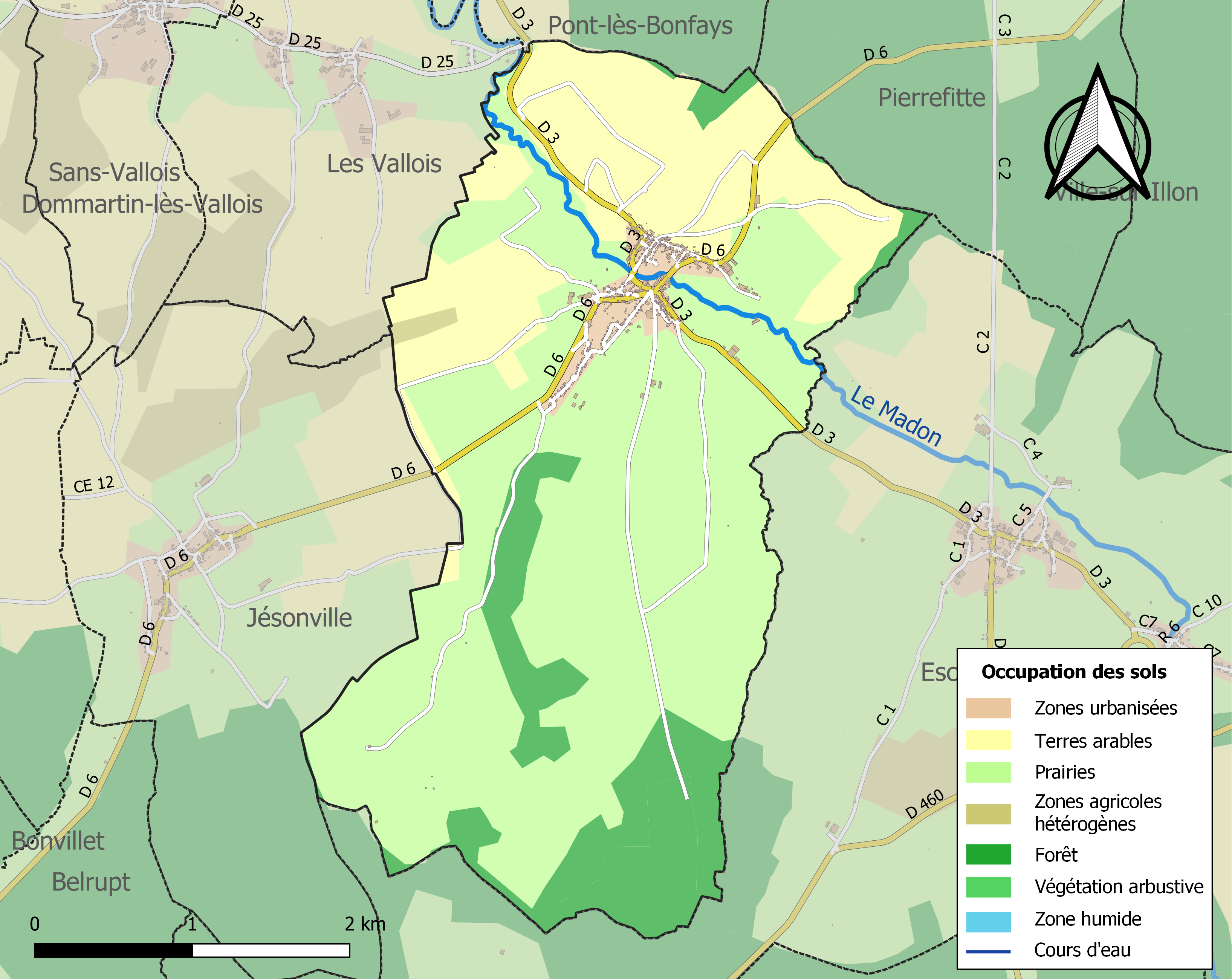
Carte des infrastructures et de l'occupation des sols de la commune en 2018 (CLC).

### Voies de communications et transports

#### Voies routières
- D3 vers Les Valois et Escles.
- D6 vers Jésonville et Ville-sur-Illon.

#### Transports en commun

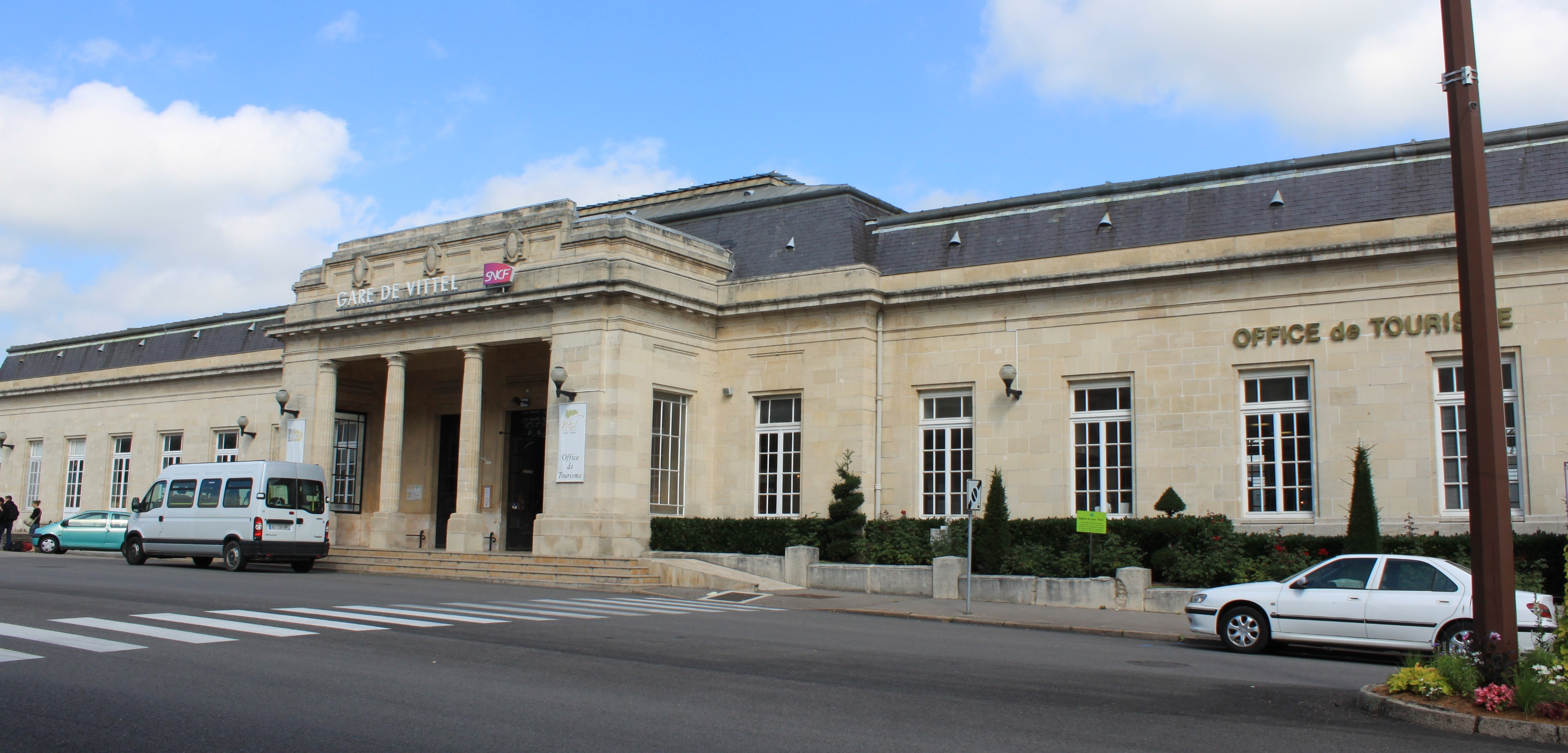
Gare de Vittel.

- Fluo Grand Est.

#### Lignes SNCF
- Gare de Contrexéville
- Gare de Vittel

## Toponymie
Le nom de la localité est attesté sous les formes Larino (XIe ou XIIe siècle) ; Larin (XIVe siècle) ; Larrin (1540) ; Leroin (1628) ; Lerrin (1674) ; Larain (1656) ; Lerrain ou Lerins, pagus Lirinensis (1768) ; Lerrain ou Lérain (1783) ; Lerrein (an II).

Toponymes

## Histoire
Sous l’Ancien Régime, Lerrain fait partie du ban d’Escles, qui lui-même dépend du chapitre de Remiremont. En 1427, elle ne possédait qu’une chapelle sous l’invocation de saint Barthélemy. Elle est rattachée à Escles jusqu’en 1706, date à laquelle elle a été érigée en cure. 
Elle appartient au doyenné de Vittel et au diocèse de Toul puis de Saint-Dié à partir de 1777 .
La tornade du 11 juillet 1984 a causé d'importants dégâts dans la commune, et dans plus de 90 communes des Vosges.

## Politique et administration
| Période                                  | Période                       | Identité                    | Étiquette | Qualité           |
| ---------------------------------------- | ----------------------------- | --------------------------- | --------- | ----------------- |
| Les données manquantes sont à compléter. |                               |                             |           |                   |
| mars 1971                                | mars 2001                     | Raymond Sautrot (1927-2018) |           | Boulanger         |
| mars 2001                                | En cours (au 25 juillet 2018) | François Gornet(°1957)      |           | Gérant de magasin |

### Budget et fiscalité 2022

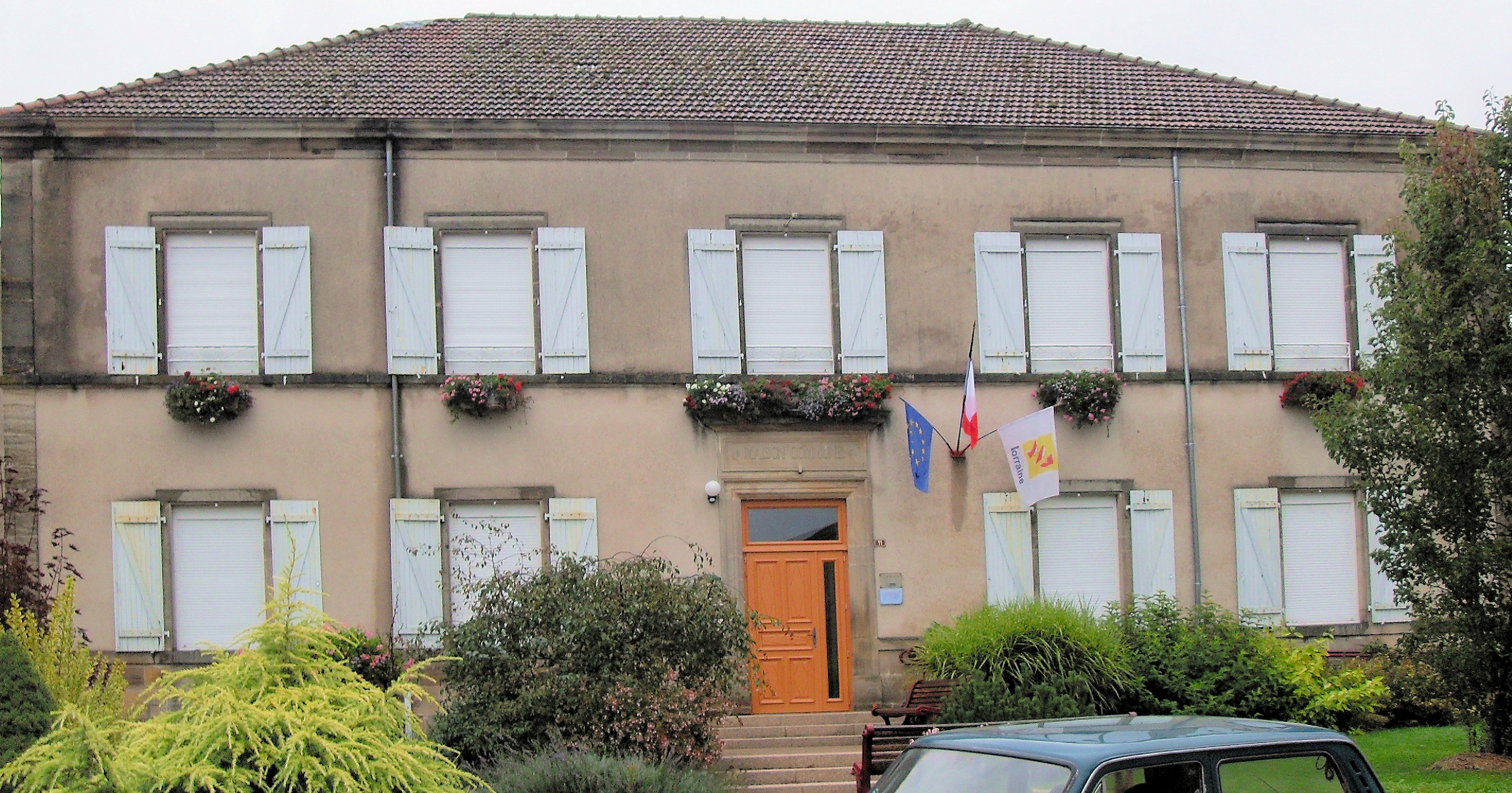
La maison commune.

En 2022, le budget de la commune était constitué ainsi :
- total des produits de fonctionnement : 397 000 €, soit 850 € par habitant ;
- total des charges de fonctionnement : 385 000 €, soit 824 € par habitant ;
- total des ressources d'investissement : 309 000 €, soit 662 € par habitant ;
- total des emplois d'investissement : 319 000 €, soit 684 € par habitant ;
- endettement : 606 000 €, soit 1 297 € par habitant.

Avec les taux de fiscalité suivants :
- taxe d'habitation : 24,33 % ;
- taxe foncière sur les propriétés bâties : 44,07 % ;
- taxe foncière sur les propriétés non bâties : 30,89 % ;
- taxe additionnelle à la taxe foncière sur les propriétés non bâties : 0,00 % ;
- cotisation foncière des entreprises : 0,00 %.

Chiffres clés Revenus et pauvreté des ménages en 2021 : médiane en 2021 du revenu disponible, par unité de consommation : 20 980 €.

## Population et société

### Démographie

#### Évolution démographique
L'évolution du nombre d'habitants est connue à travers les recensements de la population effectués dans la commune depuis 1793. Pour les communes de moins de 10 000 habitants, une enquête de recensement portant sur toute la population est réalisée tous les cinq ans, les populations de référence des années intermédiaires étant quant à elles estimées par interpolation ou extrapolation. Pour la commune, le premier recensement exhaustif entrant dans le cadre du nouveau dispositif a été réalisé en 2007.

En 2022, la commune comptait 456 habitants, en évolution de −3,59 % par rapport à 2016 (Vosges : −2,96 %, France hors Mayotte : +2,11 %).
| 1793 | 1800 | 1806 | 1821 | 1831 | 1836 | 1841 | 1846 | 1856 |
| ---- | ---- | ---- | ---- | ---- | ---- | ---- | ---- | ---- |
| 741  | 734  | 753  | 790  | 818  | 855  | 912  | 926  | 926  |

| 1861 | 1866 | 1876 | 1881 | 1886  | 1891 | 1896 | 1901 | 1906 |
| ---- | ---- | ---- | ---- | ----- | ---- | ---- | ---- | ---- |
| 943  | 925  | 846  | 833  | 1 190 | 709  | 666  | 666  | 647  |

| 1911 | 1921 | 1926 | 1931 | 1936 | 1946 | 1954 | 1962 | 1968 |
| ---- | ---- | ---- | ---- | ---- | ---- | ---- | ---- | ---- |
| 665  | 606  | 603  | 555  | 516  | 435  | 446  | 461  | 443  |

| 1975 | 1982 | 1990 | 1999 | 2006 | 2007 | 2012 | 2017 | 2022 |
| ---- | ---- | ---- | ---- | ---- | ---- | ---- | ---- | ---- |
| 415  | 422  | 424  | 482  | 464  | 461  | 493  | 460  | 456  |

### Enseignement
Établissements d'enseignements :
- Écoles maternelles et primaires à Lerrain, Les Vallois, Escles, Harol, Ville-sur-Illon.
- Collèges à Dompaire, La Vôge-les-Bains, Vittel, Monthureux-sur-Saône, Mirecourt.
- Lycées à Harol, La Vôge-les-Bains, Contrexéville.

### Santé
Professionnels et établissements de santé :
- Médecins à Lerrain, Dompaire, Charmois-l'Orgueilleux, Darney, Damas-et-Bettegney, Remoncourt.
- Pharmacies à Lerrain, Dompaire, Darney, Hennezel, Remoncourt.
- Hôpitaux à Ville-sur-Illon, Mattaincourt, Vittel.

### Cultes
- Culte catholique, Paroisse Saint-Martin-de-la-Forêt[34], Diocèse de Saint-Dié.

## Économie

### Entreprises et commerces

#### Agriculture
- Culture et élevage associés.
- Élevage de vaches laitières.
- Élevage d'autres bovins et de buffles.
- Élevage d'autres animaux.

#### Tourisme
- Hébergements et restauration à Dombasle-devant-Darney, Claudon, Xertigny, Sanchey, Vittel.

#### Commerces
- Commerces et services de proximité.
- Ancienne tuilerie-briqueterie Jolibois, puis Foinant[35].

## Culture locale et patrimoine

### Sobriquets
Les habitants des Vallois ont l'habitude d'appeler les habitants de Lerrain boquins (conducteurs de boucs). Ce sobriquet est très ancien et paraît faire allusion à la pauvreté des habitants de Lerrain qui, à leur tour, appellent ceux des Vallois miqués.

### Lieux et monuments
- Église Saint-Barthélémy avec son clocher daté de 1730, sa nef néo-Renaissance et son chœur néo-gothique de 1866.

L'orgue, de 1867, a été réalisé par les frères Claude. Henri Didier a procédé à une reconstruction de l'instrument vers 1903,,.
- Patrimoine architectural de la commune recensé par le service régional de l'Inventaire général du patrimoine culturel[40].
- Fontaine[41],[42].

Lavoir.
- Monument aux morts[44],[45].

### Personnalités liées à la commune
- 10 médaillés de Sainte-Hélène[46].
- 3 médaillés de la Légion d'honneur[47].

### Héraldique, logotype et devise
Blasons des Vosges : Lerrain.

## Pour approfondir